# Black Snow
Black Snow är en australisk kriminaldramaserie som hade premiär 31 december 2022. Serien förnyades med en andra säsong som hade premiär i januari 2025. Serien är skapad av Lucas Taylor, Beatrix Christian och Huna Amweero.

## Handling
Serien kretsar kring cold case-utredaren James Cormack som när nya bevis framkommer i ett 25 gammalt mordfall kallas in för att granska ärendet på nytt.

## Rollista (i urval)
- Travis Fimmel - James Cormack
- Talijah Blackman-Corowa - Isabel Baker
- Erik Thomson - Steve Walcott
- Kim Gyngell - Troy Turner
- Rob Carlton - Victor Bianchi
- Jana McKinnon - Zoe Jacobs
- Dan Spielman - Vincent Callahan
- Kat Stewart - Julie Cosgrove
- Victoria Haralabidou
- Ella Scott Lynch